# Verwording tot soortnaam

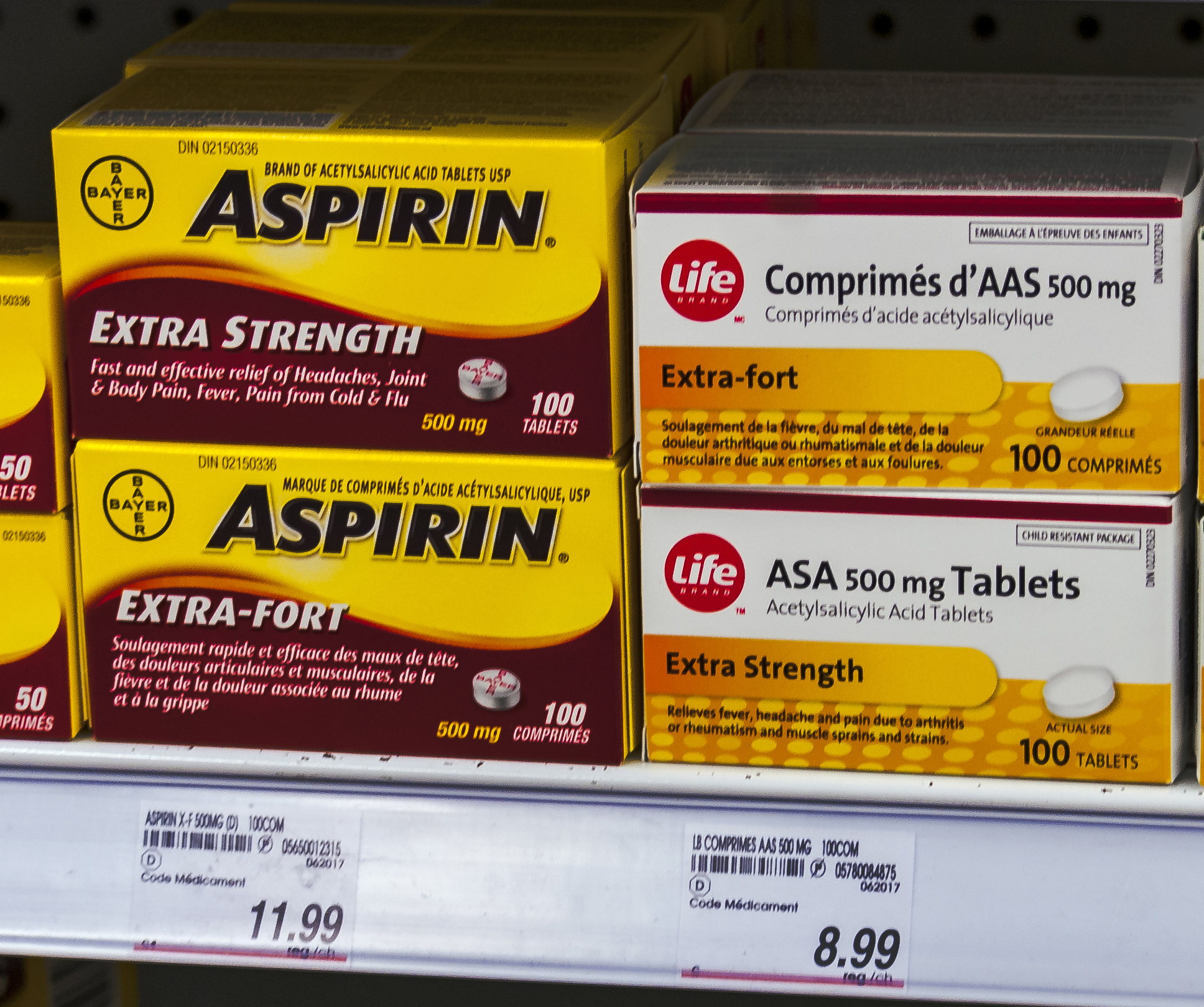
Aspirine met de merknaam naast generieke aspirine in een drogisterij in Canada

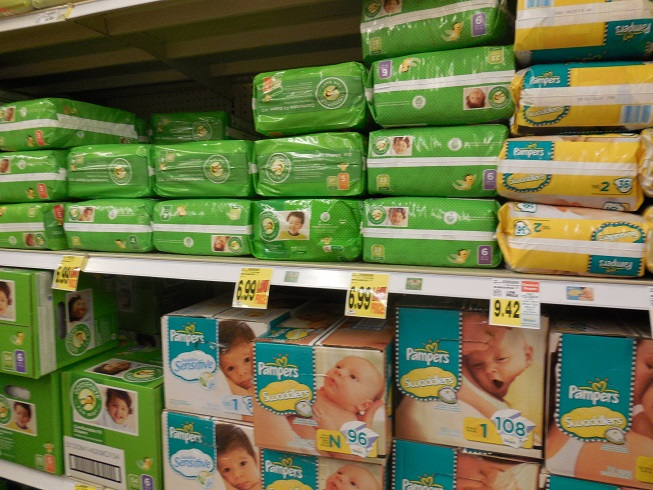
Luiers van het merk Pampers naast soortgelijke luiers

Verwording tot soortnaam, ook wel merkverwatering, uitburgering, begripsmonopolie of genericide genoemd, is een fenomeen in het merkenrecht waarbij een merk zo gebruikelijk wordt dat consumenten het niet meer zien als merk maar als algemene soortnaam van het product. In de spreektaal gaat men deze oorspronkelijke merknaam gebruiken om ook te verwijzen naar soortgelijke producten van een ander merk. De merknaam wordt in feite een synoniem voor de soortnaam van het product en verliest zijn specifieke betekenis voor het merk waar het oorspronkelijk bij hoorde.
Zo was bijvoorbeeld hagelslag vroeger een merknaam, maar wordt het tegenwoordig gebruikt als de soortnaam voor een type strooibaar broodbeleg van chocolade.
Het fenomeen treedt vaak op als het product of de dienst waar de naam oorspronkelijk bij hoorde sterk de markt domineert, waardoor soortgelijke producten of diensten schaars zijn. Hoe meer het onderscheidend vermogen van een merk afneemt, hoe zwakker het merk wordt.
Een merk dat is verworden tot soortnaam kan vervallen worden verklaard. Als de verwording tot soortnaam een kritiek punt heeft bereikt waar consumenten het niet meer met één merk associëren maar als soortnaam zien, dan kan het merk niet meer dienen als onderscheidingsteken en is in feite geen merk meer, en kan het merkrecht helemaal komen te vervallen. Tenzij een bedrijf specifieke acties onderneemt tegen het gebruik van hun merknaam als soortnaam, kan het hierdoor het intellectueel eigendom op de naam verliezen.

## Voorbeelden
Enkele voorbeelden uit het Nederlandse taalgebied:
- Aspirine - oorspronkelijk een merknaam van Bayer voor een formulering van acetylsalicylzuur als pijnstiller, werd een algemeen gebruikte informele aanduiding voor allerlei soorten hoofdpijntabletten (ook in de verkleinvorm "aspirientje")
- Frisbee
- Hagelslag
- Luxaflex - horizontale jaloezieën, merknaam van Hunter Douglas
- Pampers - het luiermerk van Procter & Gamble dat uitgroeide tot een verzamelnaam voor alle vocht absorberende broekjes voor eenmalig gebruik
- Tectyleren - tot werkwoord verbasterde merknaam van antiroestmiddel Tectyl, van Valvoline
- Vaseline
- Walkman - draagbare 'persoonlijke' cassettespeler uit de jaren 1980, merknaam van Sony
- Wasserette

## Taalkundig
Verwording tot soortnaam is een voorbeeld van wat in de taalkunde antonomasie wordt genoemd. De merknaam wordt bij verwording tot soortnaam in feite een synoniem voor de soortnaam van het product en verliest zijn specifieke betekenis voor het merk waar het oorspronkelijk bij hoorde.
De term genericide, afkomstig uit het Engels, is een samenstelling van generic (in de betekenis "algemeen", "generiek") en -cide ("'moord"). Er is sprake van "moord"’ omdat een tot soortnaam verworden merk niet meer als onderscheidingsteken kan dienen en het merkrecht opgeheven kan worden.

## Juridisch
In de meeste landen kan een merkhouder als gevolg van verwording tot soortnaam het merkrecht, oftewel intellectuele eigendomsrecht, op de naam verliezen.

### In de Europese Unie

#### Uniemerken
De Europese Unie heeft een eigen merkensysteem voor Uniemerken. Dat zijn ingeschreven merken die gelden voor de hele EU in plaats van één land en geregeld via het EUIPO. Uniemerken en de regels voor Uniemerken zijn geregeld in de Uniemerkenverordening en in artikel 58 lid 1 sub b van de Verordening wordt verwording tot soortnaam als vervalgrond geregeld:
"De rechten van de houder van het Uniemerk worden op vordering bij het Bureau of op reconventionele vordering in een inbreukprocedure vervallen verklaard wanneer het merk door toedoen of nalaten van de merkhouder tot de in de handel gebruikelijke benaming is geworden van een waar of dienst waarvoor het ingeschreven is."

#### EU-lidstaten
Naast Uniemerken voor de hele Europese Unie hebben alle landen van de EU een eigen merkensysteem, en de regels voor die nationale systemen zijn deels geregeld via de Europese Merkenrichtlijn. In artikel 20 lid a van deze richtlijn staat:
"Een merk kan vervallen worden verklaard wanneer het, na de datum waarop het is ingeschreven door toedoen of nalaten van de merkhouder de in de handel gebruikelijke benaming is geworden van een waar of dienst waarvoor het is ingeschreven"
Deze regel hebben alle lidstaten moeten verwerken in hun nationale regels voor merken en werkt dus in alle lidstaten ongeveer hetzelfde. Omdat de regel uit geharmoniseerd Europees recht komt heeft het Hof van Justitie het laatste woord over de interpretatie van de regel.

#### Benelux
Nederland, België en Luxemburg hebben, in tegenstelling tot andere EU lidstaten, geen nationaal merkensysteem maar een gezamenlijk Beneluxsysteem. Een Nederlands merk bestaat dus niet maar een Beneluxmerk wel, geregeld door het BBIE. De regels voor dit Benelux merkensysteem staan in het BVIE.
In het Nederlandse artikel 27 lid 1 sub a staat de bepaling voor verwording tot soortnaam, overgenomen uit de Europese Merkenrichtlijn:
"Een merk kan vervallen worden verklaard wanneer het, na de datum waarop het is ingeschreven door toedoen of nalaten van de merkhouder de in de handel gebruikelijke benaming is geworden van een waar of dienst waarvoor het is ingeschreven'"
In Nederland kan dit worden voorkomen als een rechthebbende kan aantonen met zekere regelmaat tegen merkinbreuk op te treden, bijvoorbeeld door erop te wijzen dat het als soortnaam gebruiken van de merknaam inbreuk maakt op de intellectuele eigendomsrechten van de rechthebbende.
Vroeger werd gedacht dat de regel voor het verval van merken alleen op woordmerken van toepassing was. Tegenwoordig is de heersende leer dat alle soorten merken in principe kunnen "verworden tot soortnaam'". Omdat het woord "soortnaam" doet klinken alsof het alleen om woordmerken gaat, wordt ook wel gezegd dat "verwording tot soortaanduiding" wellicht een meer passende term is.

### Buiten de EU
In veel landen buiten de Europese Unie kan verwording tot soortnaam ook het einde betekenen van een merkrecht. Zo kennen de Verenigde Staten het principe van genericide, waarbij een merk vervallen kan worden verklaard. Canada heeft een vergelijkbare bepaling waardoor generiek geworden merken niet kunnen worden ingeroepen tegen inbreukmakers. Ook heeft het Verenigd Koninkrijk een regel die erg lijkt op de Europese vervalgrond, om maar een paar voorbeelden te noemen.

## Voorkomen van verwording tot soortnaam
Zoals te lezen in de wetsteksten, raakt een merkhouder het merkrecht alleen kwijt als de verwording tot soortnaam "door toedoen of nalaten van de merkhouder" is gekomen. Met andere woorden, als de verwording tot soortnaam de schuld is van de merkhouder of als hij er iets aan had kunnen doen maar dat niet deed, kan het merk vervallen, maar anders niet. Daarom willen merkhouders er alles aan doen om verwording tot soortnaam tegen te gaan zodat hen niets te verwijten valt en het merkrecht niet wordt opgeheven.
De eigenaar van een merknaam kan tegen verwording tot soortnaam optreden op verschillende manieren. Bedrijven kunnen voorlichting geven over het correct gebruik van een merknaam. Bedrijven kunnen de manier van adverteren wijzigen zodat het voor het brede publiek duidelijk is dat het over een commercieel merk gaat. Ook kan een bedrijf duidelijk de rechten op een naam opeisen om genericide door middel van de media te voorkomen. Dit gebeurt bijvoorbeeld indien het woord ook in geschreven media gebruikt wordt voor het product in zijn algemeenheid.
De merkhouder kan door het gebruik van het merk duidelijk maken dat het om een merk gaat en niet een soortnaam. Bijvoorbeeld door de merknaam met een hoofdletter te schrijven gevolgd door het ®-teken en te eisen dat woordenboeken dat ook doen.
Daarnaast doen merkhouders er verstandig aan hun naam als bijvoeglijk naamwoord te gebruiken en niet als zelfstandig naamwoord of werkwoord. Denk aan zinnen als: “Een Kleenex® tissue.” in plaats van “Een kleenex.” en “Een foto bewerken met Photoshop®.” in plaats van “Een foto photoshoppen.”
Ook wordt geadviseerd dat merkhouders die een nieuw product op de markt brengen naast een merknaam ook een soortnaam introduceren, zodat consumenten de merknaam niet als soortnaam gaan gebruiken omdat er geen soortnaam bekend is. Als een product volledig nieuw is bestaat er immers nog geen soortnaam en ligt het voor de hand dat consumenten de merknaam als soortnaam zullen zien. Een goed voorbeeld van het introduceren van een een soortnaam is de bromfiets. Toen Solex de eerste bromfietsen op de markt bracht bestond er nog geen soortnaam voor dat type voertuig. Om de naam Solex als merk te beschermen en verwording tot soortnaam te voorkomen introduceerde de fabrikant toen met succes de naam bromfiets.
Verder moeten merkhouders optreden tegen inbreukmakend gebruik van het merk, bijvoorbeeld door rechtszaken aan te spannen.
Ten slotte kunnen merkhouders de media gebruiken om bewustwording te creëren over het feit dat een woord een merknaam is. Zo heeft Levi’s advertenties in tijdschriften ingezet. En Velcro (het bedrijf dat klittenband bedacht en in het Engels de soortnaam voor klittenband werd) maakte een ludiek filmpje op YouTube.